# Lotte Ingrisch
Lotte Ingrisch, de son vrai nom Charlotte Gruber, née le 20 juillet 1930 à Vienne (Autriche) et morte le 25 juillet 2022 dans la même ville, est une écrivaine autrichienne.

## Biographie
Charlotte Gruber est de 1949 à 1955 l'épouse du philosophe Hugo Ingrisch. En 1966, elle devient l'épouse du compositeur Gottfried von Einem jusqu'à sa mort en 1999 ; elle écrit pour lui des livrets et des paroles de chansons. Elle est l'auteur notamment de Jesu Hochzeit, opéra mystique qui suscita le scandale chez les croyants et fut menacé par Franz Fuchs.
Au début de sa carrière, elle publie des romans psychologiques sous son nom d'épouse et humoristiques sous le pseudonyme de Tessa Tüvari. Au milieu des années 1960, elle écrit pour le théâtre, la radio et des livrets.
Dans les années 1970, elle s'engage par des réflexions sur la conscience, la thanatologie et l'au-delà en faveur du droit des animaux, des utopies sociale et l'Éducation nouvelle. Elle installe ses livres dans les lieux où elle vit, dans le Waldviertel. Après la mort de son mari, elle donne sa maison à Oberdürnbach pour lui dédier un musée et organiser un festival annuel autour de son œuvre.
En 1990, Lotte Ingrisch confie ses manuscrits aux Archives littéraires autrichiennes.